# Solon AG
Solon SE is een in Berlijn gevestigde Duitse onderneming actief in de zonne-energiesector. Het bedrijf is opgericht in in november 1996.

## Profiel
In 2008 had Solon een productiecapaciteit voor zonnepanelen van 450 MWp en met een totale productie van 176 MWp is het een van de grootste zonnepaneelproducenten van Duitsland. Het concern had in 2008 meer dan 943 medewerkers en had een omzet van 815,1 miljoen euro en een nettowinst van 30,9 miljoen euro.
Naast de productie van zonnepanelen en converters houdt het bedrijf zich ook bezig met het financieren en bouwen van grote zonne-energiecentrales. Hiervoor heeft ze in diverse landen in Europa en Amerika dochterondernemingen.
In 1998 ging Solon naar de beurs, als eerste onderneming actief in de zonne-energiebranche in Duitsland. Sinds 20 maart 2006 staat ze genoteerd in de TecDAX (ISIN: DE0007471195) en sinds 2007 is ze ook opgenomen in de ÖkoDAX.
In 2006 heeft de onderneming bij Arnstein zelf een zonne-energiecentrale Gut Erlasee in bedrijf genomen. In 2006 werd daar ongeveer 14.000 MWh stroom geproduceerd.
In december 2007 heeft SOLON een groot aandeel genomen in de Oostenrijkse producten van zonnecellen Blue Chip Energy GmbH.
Sinds 2 december 2008 is Solon een Europese vennootschap ('Solon SE').